# Muscia catharineae
Muscia catharineae är en svampart som beskrevs av Gizhitsk. 1929. Muscia catharineae ingår i släktet Muscia, ordningen disksvampar, klassen Leotiomycetes, divisionen sporsäcksvampar och riket svampar.   Inga underarter finns listade i Catalogue of Life.